# Une année chez les Français
Une année chez les Français est un roman de l'auteur et économiste marocain Fouad Laroui, publié aux éditions Julliard en 2010.

## Synopsis
Le récit se déroule sur l'année scolaire 1969-1970 au lycée Lyautey de Casablanca. Le personnage principal, Mehdi, y entre en classe de sixième après avoir quitté sa ville natale de Beni Mellal. Il va y découvrir un nouveau monde, qu'il ne connaissait pas auparavant : celui des Français.
Fouad Laroui, avec son sens de l'humour habituel, s'inspire de sa propre scolarité au lycée Lyautey.

## Distinctions
Le roman a obtenu le Prix de l'Algue d'or et a été retenu dans la première sélection du Prix Goncourt.